# Galicija
Galicija (poljsko Galicja, Halicz, ukrajinsko Галичина́, latinizirano: Galyčyna; rusinsko Галич) je zgodovinska pokrajina na severnih obronkih Karpatov in Beskidov, ki si jo danes delita Poljska in Ukrajina, dotika pa se Slovaške in tudi Romunije.
Galicija meri 79.215 km², v njej živi preko 11 milijonov prebivalcev, predvsem Poljakov, Ukrajincev, Judov in drugih etničnih skupin. Na zahodu Galicijo omejuje zgornji tok reke Visle, proti vzhodu pa polagoma prehaja v Ukrajino in Bukovino. Reka San jo deli na zahodno Galicijo, ki spada k Poljski in na vzhodno Galicijo, ki spada k Ukrajini. Glavne reke so: zgornji pritoki Visle, Buga, Dnestra in Pruta. V tej prehodni pokrajini med »Zahodom« in »Vzhodom« so zgodovinsko pomembna mesta, kot so: Krakov, Lvov, Przemyśl in Tarnov.

## Zgodovina
Slovani so se v Galicijo pričeli naseljevati med 5. in 6. stoletjem. Od 10. do 14. stoletja so zaradi nasprotij potekali boji med poljskimi in kijevskimi knezi. Med 1199 in 1349 je bila del Gališko-volinske kneževine. Leta 1386 je Galicija pripadla Poljski, 1772, po prvi delitvi Poljske med Rusijo, Avstrijo in Prusijo, pa je prešla pod oblast Habsburžanov, z imenom Galicija in Lodomerija, kasneje pa postala avstrijska dežela (od 1867 del Cislajtanije), ki je v letih 1775-1849 vključevala tudi Bukovino. 
Med 1. svetovno vojno so v Galiciji potekali hudi spopadi med avstrijsko in rusko vojsko (npr. bitka za Przemyśl), kjer je padlo ogromno, tudi slovenskih vojakov. Leta 1918 je znova prešla v obnovljeno Poljsko. Ko so Vzhodno Galicijo 1. novembra 1939 priključili k Sovjetski zvezi, je postala del Ukrajinske SSR (skupaj z glavnim mestom Lvovom). 